# Jonathan Sadowski
Jonathan Sadowski (Chicago, Illinois; 23 de noviembre de 1979) es un actor estadounidense. Es conocido por interpretar a Josh Kaminski en la serie Young & Hungry, de Freeform. También ha aparecido en películas como She's the Man (2006), Live Free or Die Hard (2007), The Goods: Live Hard, Sell Hard (2009), Spring Breakdown (2009), Friday the 13th (2009), Chernobyl Diaries (2012) y All Relative (2014).

## Carrera

### Primeros años
Jonathan Sadowski nació el 23 de noviembre del año 1979 en Chicago, Illinois; hijo de Marirose y Robert Sadowski. Su madre es de ascendencia italiana y su padre de origen polaco. Cursó sus estudios en la Mount Carmel High School, y posteriormente asistió en la Universidad de Illinois en Urbana-Champaign.
Sadowski comenzó su carrera profesional como actor en la serie de televisión NCIS: Naval Criminal Investigative Service (2003). En 2004 apareció como estrella invitada en diversas series como The Division, LAX y American Dreams. Al año siguiente realiza su primer protagónico en una película de televisión denominada Pool Guys (2005).
Su primera aparición en la pantalla grande fue con She's the Man (2006), junto a Amanda Bynes, Channing Tatum y Laura Ramsey, interpretando a Paul Antonio. Ese mismo año apareció como estrella invitada en la serie The Loop e hizo una interpretación en My Ex Life, una película para televisión.  
En 2007, Jonathan siguió realizando breves apariciones en distintas series como The Wedding Bells, Entourage, House M. D. y Chuck. Compartió cartel con Bruce Willis, Justin Long, Timothy Olyphant y Mary Elizabeth Winstead en Live Free or Die Hard, donde interpretó a Trey el principal hacker que trabaja con Thomas (Olyphant).
En 2008, continuó trabajando en varias producciones televisivas como Courtroom K y Squeegees; y en la serie Terminator: The Sarah Connor Chronicles. En 2009, tuvo la oportunidad de interpretar varios papeles en el cine con las películas The Goods: Live Hard, Sell Hard, Spring Breakdown y Friday the 13th.

### 2010-presente:$h*! My Dad Says, Chernobyl Diaries y Young & Hungry
En julio de 2010, se anunció que Sadowski había sido fichado para protagonizar la serie $h*! My Dad Says de Warner Bros. Television, junto a William Shatner. En ella interpretó a Henry Goodson, un escritor y bloguero en apuros, ya que no puede pagar el alquiler, se ve obligado a regresar a casa de su padre Ed (Shatner), con quien creara nuevos problemas en su complicada relación de padre e hijo. Más tarde, trabajo en cortometrajes como Limited (2011) y Live Free or Die Hard (Project 12, 8/12).
En 2012 protagonizó, junto a Devin Kelley, Jesse McCartney y Olivia Taylor Dudley, Chernobyl Diaries interpretando a Paul, el hermano mayor de Chris (McCartney) y el interés amoroso de Amanda (Kelley). La película fue estrenada el 25 de mayo de 2012 en Estados Unidos recibiendo críticas negativas por parte de la prensa. El portal Rotten Tomatoes le ha dado una puntuación del 18% basado en 85 reseñas.
En octubre de 2013, se informó que Sadowski se unió al elenco principal de la serie Young & Hungry (2014) de la cadena Freeform (anteriormente conocida como ABC Family). Allí interpreta a Josh Kaminski, un joven empresario tecnológico y el principal interés amoroso de Gabi (Emily Osment).
El 21 de noviembre de 2014 se estrenó All Relative, película que coprotagonizó junto a Connie Nielsen y Sara Paxton, donde interpreta a Harry, que después de tener una cita con Grace (Paxton), tiene un amorío de una sola noche con Maren (Nielsen), la madre de Grace. En 2015, fue estrella invitada en un episodio de la serie Kittens in a Cage y a la vez en la serie Sirens.

## Filmografía

### Cine
| Año  | Película                                 | Personaje       | Notas                |
| ---- | ---------------------------------------- | --------------- | -------------------- |
| 2006 | She's the Man                            | Paul Antonio    | Personaje secundario |
| 2007 | Live Free or Die Hard                    | Trey            | Personaje secundario |
| 2007 | Gag Reel                                 | Trey            | Cortometraje         |
| 2009 | Spring Breakdown                         | Doug            | Coprotagonista       |
| 2009 | Friday the 13th                          | Wade            | Personaje secundario |
| 2009 | The Goods: Live Hard, Sell Hard          | Blake           | Personaje secundario |
| 2011 | Limited                                  | Freddy Highmora | Cortometraje         |
| 2011 | Live Free or Die Hard (Project 12, 8/12) | Hacker          | Cortometraje         |
| 2012 | Chernobyl Diaries                        | Paul            | Personaje principal  |
| 2014 | All Relative                             | Harry           | Personaje principal  |
| 2017 | Axis                                     | Hemingway       | Voz                  |
| 2021 | The Devil Below                          | Terry           | Personaje secundario |

### Televisión
| Año       | Película                                   | Personaje               | Notas                                                 |
| --------- | ------------------------------------------ | ----------------------- | ----------------------------------------------------- |
| 2003      | NCIS: Naval Criminal Investigative Service | Lt. Norski              | "High Seas" (Temporada 1, Episodio 6)                 |
| 2004      | The Division                               | Bruce Kelso             | "The Box" (Temporada 4, Episodio 16)                  |
| 2004      | LAX                                        | Oleg Karponov           | "Unscheduled Arrivals" (Temporada 1, Episodio 6)      |
| 2004      | American Dreams                            | Jefferson               | Personaje recurrente (Temporada 3)                    |
| 2005      | Pool Guys                                  | Sam                     | Película para televisión                              |
| 2006      | The Loop                                   | Roland                  | "Pilot" (Temporada 1, Episodio 1)                     |
| 2006      | My Ex Life                                 | Gus                     | Película para televisión                              |
| 2007      | The Wedding Bells                          | Adam                    | "The Fantasy" (Temporada 1, Episodio 4)               |
| 2007      | Entourage                                  | Asistente de Brett      | "The Prince's Bride" (Temporada 3, Episodio 19)       |
| 2007      | House M. D.                                | Dr. Mason               | "The Right Stuff" (Temporada 4, Episodio 2)           |
| 2007      | Chuck                                      | Laszlo Mahnovski        | "Chuck Versus the Sandworm" (Temporada 1, Episodio 6) |
| 2008      | Courtroom K                                | Daniel June             | Película para televisión                              |
| 2008      | Squeegees                                  | Olufssen Machachi       | Película para televisión                              |
| 2008      | Terminator: The Sarah Connor Chronicles    | Sayles                  | 3 episodios (Temporada 1)                             |
| 2009      | Two Dollar Beer                            | Luke                    | Película para televisión                              |
| 2010      | Our Show                                   | Jack                    | Película para televisión                              |
| 2010-2011 | $h*! My Dad Says                           | Henry Goodson           | Personaje principal                                   |
| 2014-2018 | Young & Hungry                             | Josh Kaminski           | Personaje principal                                   |
| 2015      | Kittens in a Cage                          | Armand                  | "Punch and Lemon Squares" (Temporada 1, Episodio 7)   |
| 2015      | Sirens                                     | Josh Miller             | "Johnny Nightingale" (Temporada 2, Episodio 2)        |
| 2018-2019 | Lethal Weapon                              | Andrew                  | Personaje recurrente (4 episodios)                    |
| 2020      | Legends of Tomorrow                        | Benjamin "Bugsy" Siegel | "Miss Me, Kiss Me, Love Me" (Temporada 5, Episodio 3) |
| 2021      | Sex/Life                                   | Devon                   | Personaje recurrente (6 episodios)                    |